# Numerus currens
Le numerus currens (en latin, numéro courant) désigne une méthode de rangement appliquée en bibliothéconomie et archivistique, par laquelle les ouvrages ou les articles sont numérotés selon leur ordre d'entrée, et non selon le thème traité. En général, en bibliothèque, on tient également compte du format de l'ouvrage.
Ce type de classement n'est généralement employé que dans les magasins.